# Karaliaus Mindaugo prospektas

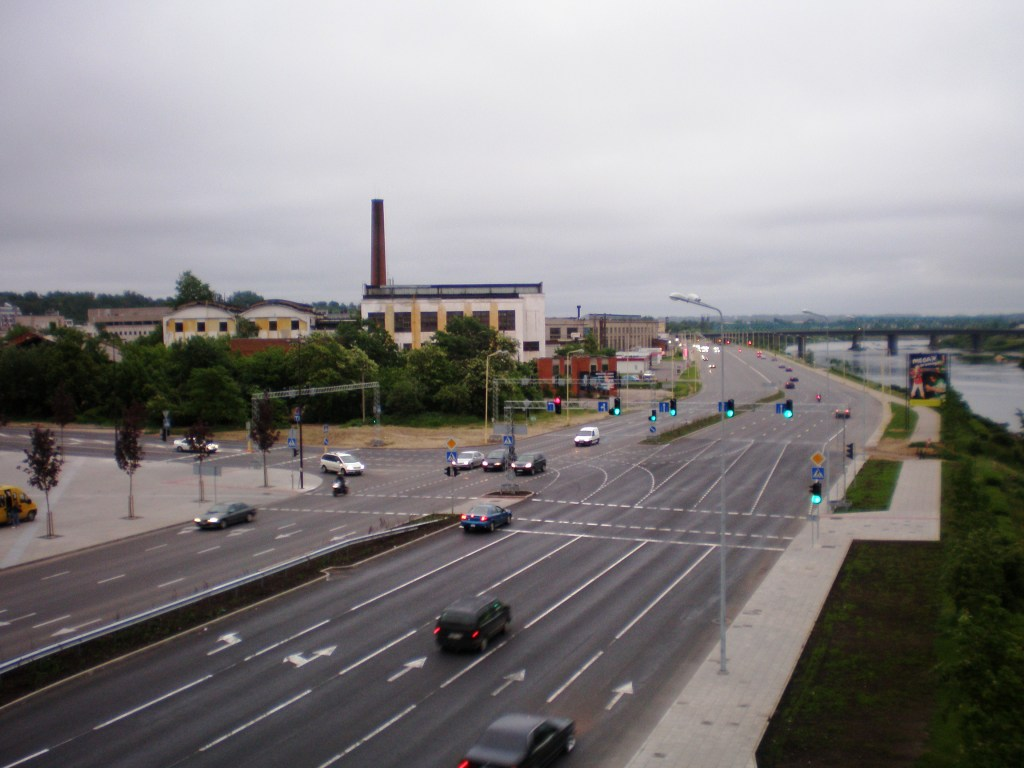
Prospekt

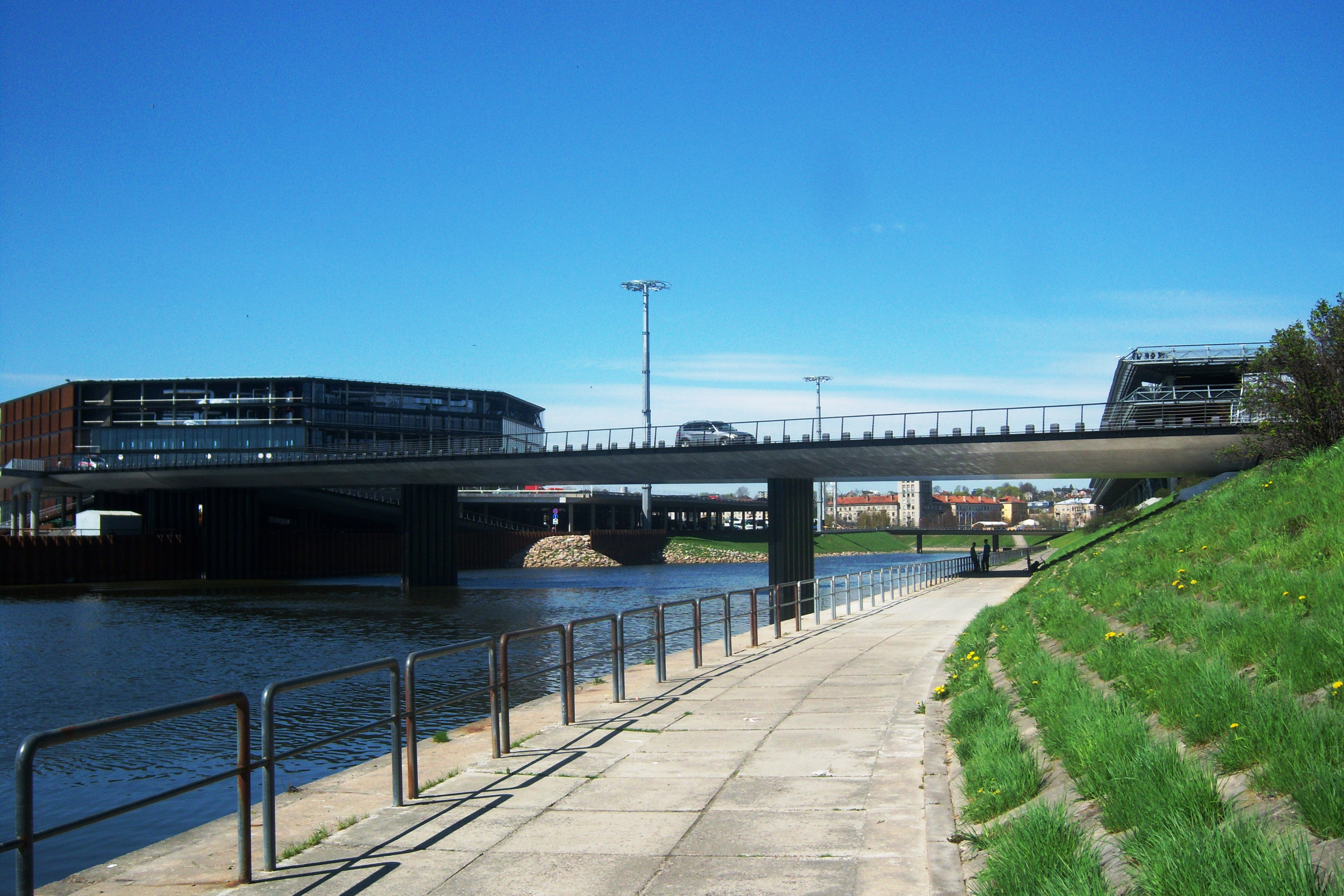
Arena

Karaliaus Mindaugo prospektas (deutsch König-Mindaugas-Prospekt) ist eine Straße (Prospekt) an der Nemunas-Insel, benannt nach dem litauischen König Mindaugas (1203–1263), in der zweitgrößten litauischen Stadt Kaunas. Die Brücken verbinden die Insel mit der Stadt: Simonas -Daukantas-Brücke mit Simonas-Daukantas-Straße und Karmelitų-Brücke mit Karaliaus Mindaugo prospektas. Hier befinden sich öffentliche Einrichtungen (Žalgirio Arena), eine Berufsschule (König-Mindaugas-Berufsbildungszentrum) mit 3 200 Schülern, ein Verband (Lietuvos pakuotojų asociacija), Geschäfte (Akropolis etc.), eine evangelische Kirche und der Sportclub "Impuls".

## Galerie

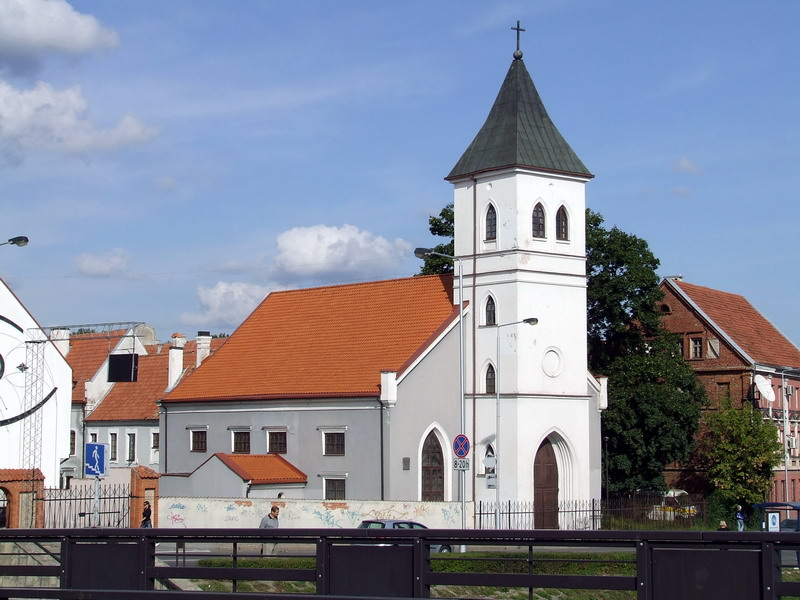
Kirche
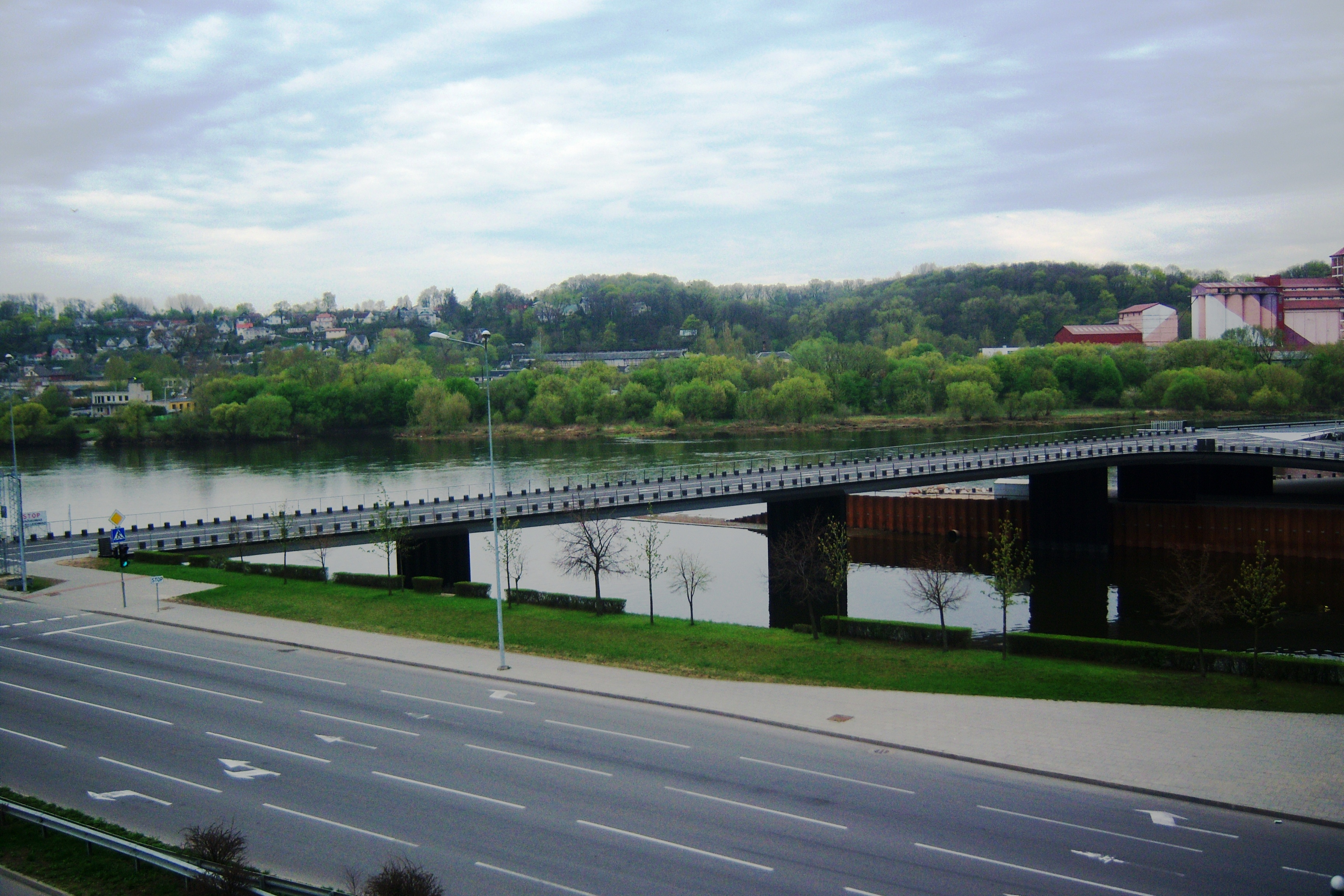
Brücke zum Prospekt
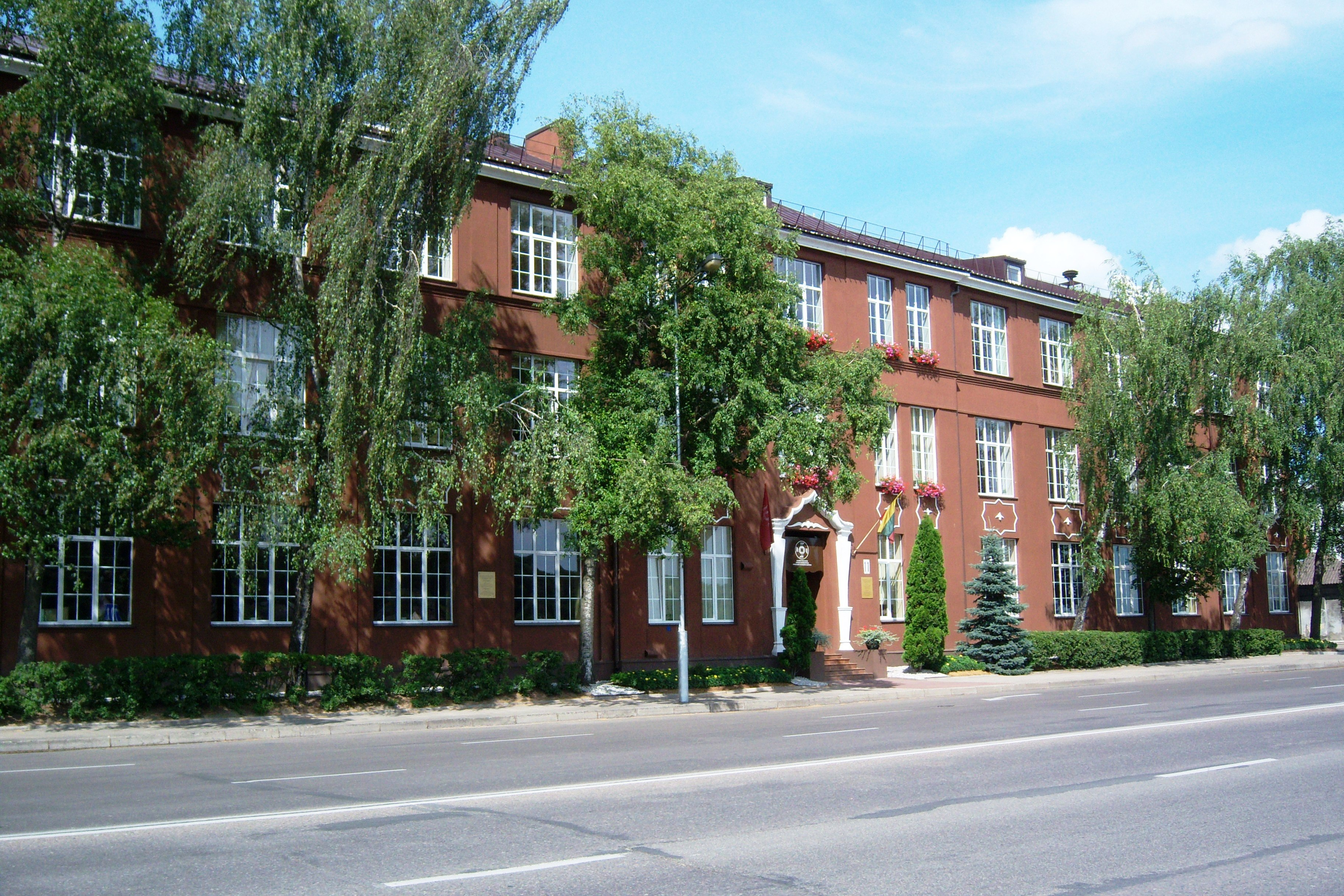
Ehemaliges Jüdisches Gymnasium, jetzt König-Mindaugas-Berufsbildungszentrum; Karaliaus Mindaugo pr. 11
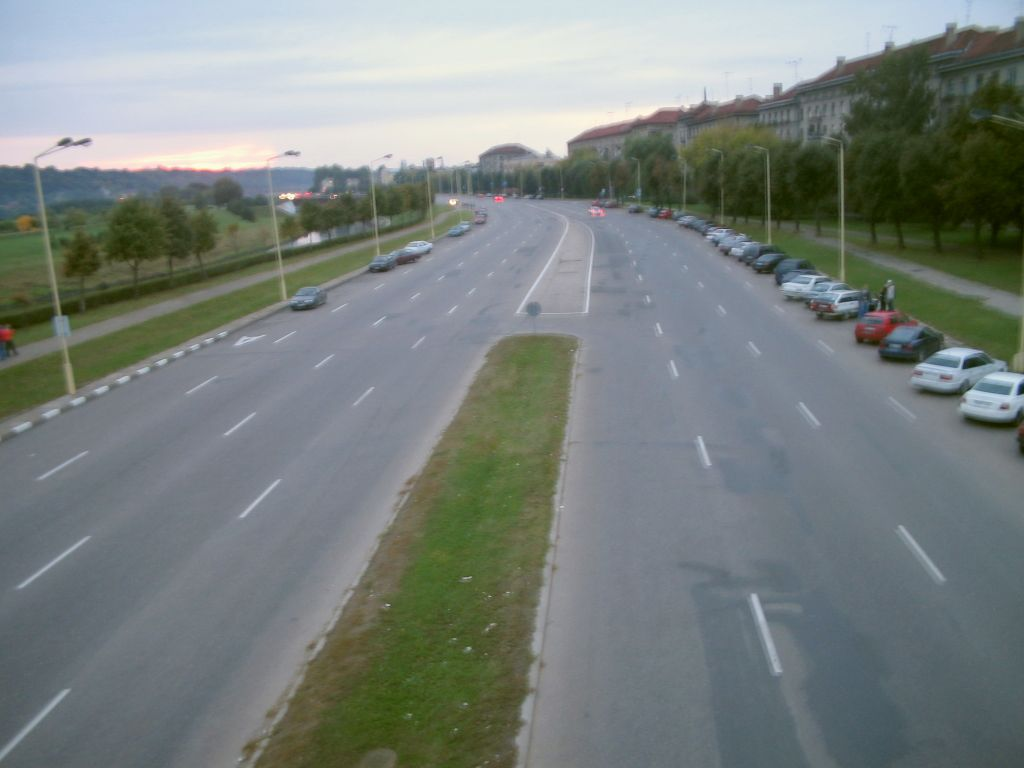
Prospekt